# 觉拉乡 (囊谦县)
觉拉乡，是中华人民共和国青海省玉树藏族自治州囊谦县下辖的一个乡镇级行政单位。

## 行政区划
觉拉乡下辖以下地区：
那索尼村、布卫村、交江尼村、肖尚村、卡永尼村、四红村和尕少村。